# Vognmand
En vognmand er en person eller en juridisk person (altså et selskab), der er ansvarlig for ét eller flere køretøjer, der benyttes erhvervsmæssigt. Det vil typisk være taxi, bus eller lastbil.
Typisk skal man i EU have en tilladelse til at være vognmand. 
- Godsvognmænd har en godstilladelse
- Busvognmænd har en bustilladelse (EP-tilladelse)
- Taxivognmænd har en tilladelse til taxikørsel (bevilling)

Herudover kan man være vognmand med tilladelse til limousine eller til sygetransport.
For at opnå tilladelse til at blive vognmand skal man gennemgå og bestå et kursus godkendt af Færdselsstyrelsen. Desuden skal der stilles en økonomisk sikkerhed.
I visse firmaer er der flere vognmænd, bl.a. i familiefirmaer hvor to generationer eller et antal søskende er fælles om at drive virksomheden.
Andre selskaber – især aktieselskaber – har en valgt bestyrelse med en direktør, der varetager lederposten. 
En godsvognmand kan samtidig være speditør, men typisk sidder der en uddannet speditør med kundekontakt via telefon, fax og e-mail og modtager opgaver, hvorefter det er speditørens arbejde at vide, hvilken vognmand der kan løse opgaven mest hensigtsmæssigt og så booke denne vognmand til opgaven.